# 吉隆坡联邦直辖区旗
吉隆坡联邦直辖区旗是马来西亚首都吉隆坡的代表旗帜。旗帜上一道蓝色宽横条的左部，上下各有七道共十四道白红相间的细横条，黄色的新月及十四芒星位于位于蓝色条纹内的左边。

## 象征意义
吉隆坡旗帜的各种元素取自马来西亚国旗，象征吉隆坡是马来西亚的首都及联邦直辖区。
八白六红共十四道条纹以及十四芒星，象征管辖吉隆坡的联邦政府及组成马来西亚的十三个州；新月及星星象征伊斯兰教为官方宗教。
蓝色象征由多元民族组成的吉隆坡市民能团结一致，红色象征都市在迈向国际化路上的勇气及魄力，黄色象征吉隆坡的自主与昌盛繁荣，白色象征崇高、整洁、美丽及光辉的花园都市。。